# Aleph (album)
Aleph è il primo album in studio del DJ francese Gesaffelstein, pubblicato nel 2013.

## Tracce
1. Out of Line – 2:36
2. Pursuit – 4:08
3. Nameless – 4:39
4. Destinations – 3:37
5. Obsession – 4:09
6. Hellifornia – 3:41
7. Aleph – 4:47
8. Wall of Memories – 3:51
9. Duel – 3:59
10. Piece of Future – 5:10
11. Hate or Glory – 4:49
12. Values – 3:59
13. Trans – 4:34
14. Perfection – 3:34